# Timiș (flod)
Timiș eller Tamiš (rumænsk: Timiș, serbisk: Тамиш; tysk: Temesch, ungarsk: Temes) er en 359 km lang flod, der løber gennem Banat- regionen i Rumænien og Serbien og løber ud i Donau nær Pančevo i det nordlige Serbien. På grund af sin position i regionen er den blevet stemplet som "Banatens rygrad".

## Navn
I oldtiden var floden kendt som Tibiscus (på latin) og Tibisis (Θίβισις på oldgræsk); desuden omtalte Edward Gibbon det som Teyss.
"Romerne, som krydsede Ungarns sletter, antager, at de passerede adskillige sejlbare floder, enten i kanoer eller transportable både; men der er mistanke om at på grund af forskelligartede strømforhold af Teyss eller Tibiscus kan den findes under forskellige navne, forskellige steder".

## Geografi
Timiș har et afvandingsområde på 10.280 km² hvoraf 7.310 km² er i Rumænien. Med Donau hører den til Sortehavets afvandingsområde. Floden løber 241 km gennem Rumænien og 118 km gennem Serbien. Dens gennemsnitlige middelvandføring ved udmundingen er 47 m³/sek.
Flodens kilde er Semenic-Caraș-kløften Nationalpark, i Semenic-bjergene, distriktet Caraș-Severin, Rumænien. Den løber mod sydøst gennem Trei Ape Reservoir, indtil den drejer mod nord nær Teregova. Nedstrøms fra Caransebeș drejer den mod nordvest. Den forlader bjergene og går ind over Banat-sletten nær Lugoj . Efter at være kommet ind i Banat bliver floden langsom og bugtende. Den vigtigste havn er den stærkt industrialiserede Pančevo.
Ved flodernes udmunding, på højre bred, er der et skovklædt område, Pančevo-skoven. Det dækker 300 hektar marskland, med flere dusin af løvfældende arter og 176 arter af fugle og pattedyr. Der er fundet kolonier af mosdyrarten Pectinatella i floden.

## Sejlads
I sit nederste løb er floden reguleret, og for de sidste 53 km er den sejlbar.
Pančevo havde en travl havn allerede i det 17. århundrede, da den blev besat af de osmanniske tyrkere. Senere, i Habsburg-perioden, blev det et knudepunkt for flodruterne i Banat-regionen. Kornet blev transporteret til hovedstaden Wien, mens senere, med industrialiseringen af Pančevo, udviklede skibsfarten af øl, silke, salt, mursten og tømmer. Med tiden blev der bygget en række haller, pakhuse og lagerobjekter langs flodbredden. Med fremkomsten af dampkraften udviklede passagertransporten sig også, mellem Pančevo og den serbiske hovedstad Beograd. Efterhånden som Pančevo voksede til et udviklet industricenter, blev trafikken på Timiș i begyndelsen af det 20. århundrede så intensiv, at floden måtte omdirigeres og rettes ud, og der blev anlagt adskillige kanaler.

### Fyrtårne
Ved udmundingen af Timiș til Donau er der to fyrtårne, et på hver bred af Timiș. Det er et af de sjældne tilfælde af indlandsfyrtårne i Europa, da flodernes bredder normalt er synlige, så der er ikke behov for dem. De er også blandt de få indlandsfyrtårne i verden, og det eneste i Europa, der blev bygget i par.

## Oversvømmelse
Efter Banat forekommer oversvømmelser i regnfulde år. Særligt ødelæggende var oversvømmelserne i 2005, hvor landsbyerne Boka og Jaša Tomić blev hårdt beskadiget. Den 20. april 2005 måltes et niveau på 844 cm, den højeste vandstand nogensinde siden målingerne begyndte.
I foråret 2007 begyndte arbejdet med at hæve digerne på begge flodens bred, 11,5 km på højre bred og 13,2 til venstre. Digerne er 30-70 bliver højere end de er nu, og en højde på mere end 8,5 m bør forhindre fremtidige oversvømmelser.

## Bifloder
Følgende floder er bifloder til floden Timiș:
Fra venstre: Brebu, Slatina, Goleț, Bucoșnița, Cerneț, Petroșnița, Valea Mare, Vălișoara , Măcicaș, Vâna Secănească, Vâna Mare, Spaia, știuca, Cernabora, Timișana, Timișina, șurgani, Sariș, Pogănul /Brzava
Fra højre: Semenic, Teregova, Criva, Pârâul Rece, Feneș, Armeniș, Sadovița, Ilova, Groapa Copaciului, Bolvașnița, Zlagna, Sebeș, Potoc, Bistra, Pleșa, Calova, Văința, Tapița, Măința, Măința, Măința, Măinătia, Tap Iarcoș, Timișaț

## Byer

### I Rumænien
Større byer i det rumænske område er Caransebeș og Lugoj, mindre steder omfatter (fra kilde til udmunding):
- Teregova, Armeniș, Slatina-Timiș , Bucoșnița, Buchin, Caransebeș, Constantin Daicoviciu, Sacu, Gavojdia, Lugoj, Coșteiu, Moșnița Nouă, Șag, Parciț

Timișoara har sit navn afledt af floden Timiș, der betyder fæstningen Timiș. Byen Timiș er dog, selvom dens navn indikerer det, ikke en bosættelse ved floden, men ved en anden rumænsk-serbisk flod, Bega.

### I Serbien
Fra kilde til udmunding: Jaša Tomić, Šurjan, Boka, Sečanj, Neuzina, Banatski Despotovac, Botoš, Tomaševac, Orlovat, Uzdin, Idvor, Farkaždin, Sakule, Čenta, Baranda Sefkerin, Jagon čvo, Jagon , Opovo